# (16807) Terasako
(16807) Terasako (1997 TW25) – planetoida z pasa głównego asteroid okrążająca Słońce w ciągu 3,44 lat w średniej odległości 2,28 j.a. Odkryta 12 października 1997 roku.